# 조지 E. 스톤
조지 E. 스톤(George E. Stone, 1903년 5월 18일 ~ 1967년 5월 26일)은 미국의 배우, 영화배우, 텔레비전 배우이다.

## 영화
- 포켓에 가득찬 행복 (1961년)
- 벨스 아 링잉 (1960년)
- 오션스 일레븐 (1960년)
- 뜨거운 것이 좋아 (1959년)
- 페리 메이슨 (1957년)
- 칼립소 히트 웨이브 (1957년)
- 바디 페이스 넬슨 (1957년)
- 황금팔을 가진 사나이 (1955년)
- 아가씨와 건달들 (1955년)
- 부러진 창 (1954년)
- 사우스 스트리트의 소매치기 (1953년)
- 야망의 브로드웨이 (1952년)
- 데이지 케년 (1947년)
- 돌 페이스 (1946년)
- 더 페이스 비하인드 더 마스크 (1941년)
- 북서 기마 순찰대 (1940년)
- 나이트 오브 나이츠 (1939년)
- 서브마린 패트롤 (1938년)
- 더 캡틴스 키드 (1936년)
- 리듬 온 더 레인지 (1936년)
- 안소니 에드버즈 (1936년)
- 비바 빌라! (1934년)
- 42번가 (1933년)
- 파이브 스타 파이널 (1931년)
- 특종 기사 (1931년)
- 시머론 (1931년)
- 언더 어 텍사스 문 (1930년)
- 리틀 시저 (1930년) - 오테로 역
- 위어리 리버 (1929년)
- 노티 베이비 (1928년)
- 시련 (1928년)
- 제7의 천국 (1927년)